# Zarya Bay
Die Zarya Bay (englisch; russisch Бухта Заря Buchta Sarja, deutsch ‚Dämmerungsbucht‘) ist eine  Nebenbucht der Alaschejewbucht an der Küste des ostantarktischen Enderbylands. Sie liegt 2 km östlich der Molodjoschnaja-Station im Gebiet der Thala Hills.
Luftaufnahmen entstanden 1956 im Zuge der Australian National Antarctic Research Expeditions und 1957 bei einer sowjetischen Antarktisexpedition. Das Antarctic Names Committee of Australia übertrug die russische Benennung 1972 in einer transkribierten Teilübersetzung ins Englische.